# Meda (Italië)
Meda is een gemeente in de Italiaanse provincie Monza e Brianza (regio Lombardije) en telt 23.493 inwoners (31-12-2013). De oppervlakte bedraagt 8,3 km² en de bevolkingsdichtheid is 2830 inwoners per km².

## Demografie
Meda telt ongeveer 8504 huishoudens. Het aantal inwoners steeg in de periode 1991-2001 met 2,1% volgens cijfers uit de tienjaarlijkse volkstellingen van ISTAT.
| Jaar | Inwoneraantal |
| ---- | ------------- |
| 1991 | 20.820        |
| 2001 | 21.266        |
| 2007 | 22.830        |

## Geografie
Meda grenst aan de volgende gemeenten: Lentate sul Seveso, Cabiate (CO), Seregno, Barlassina, Seveso.

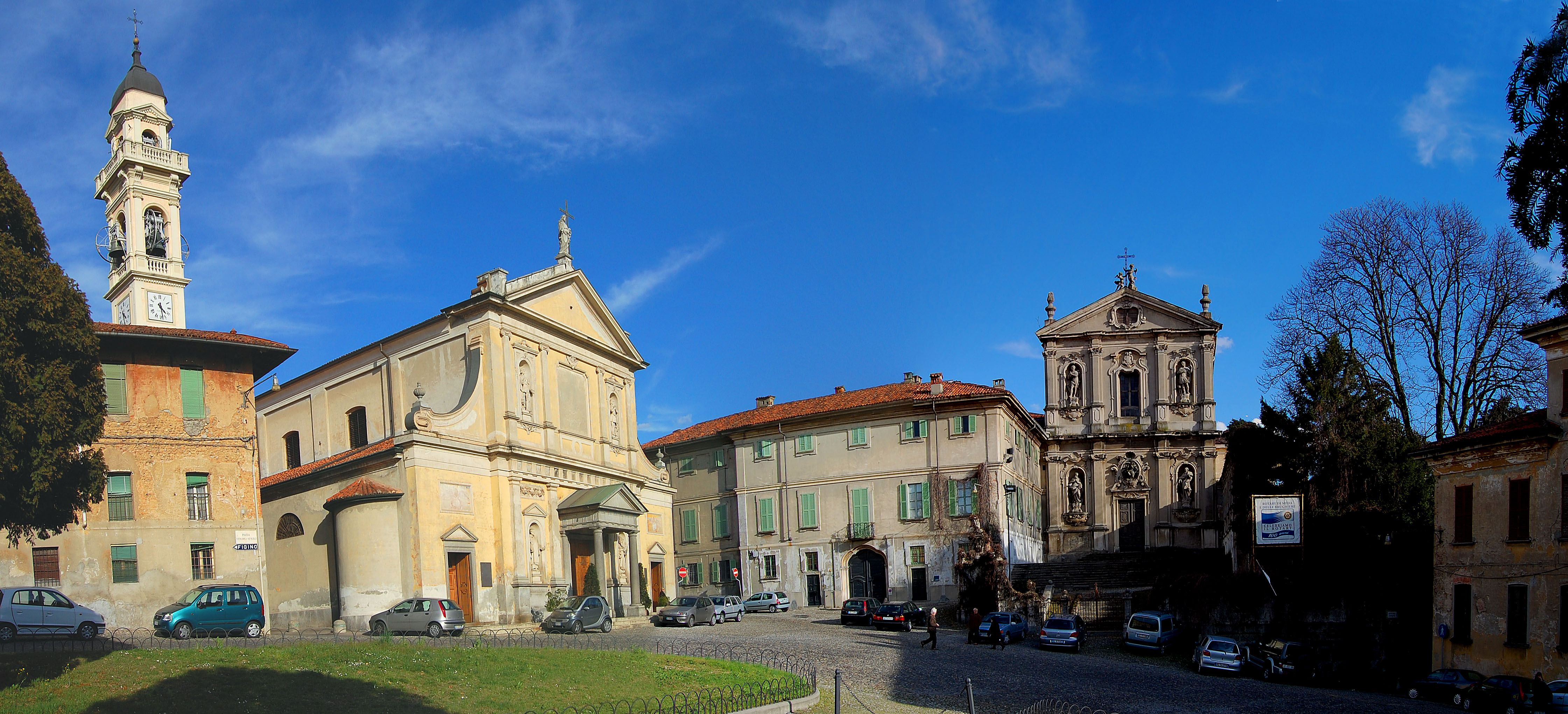
Centrum van Meda
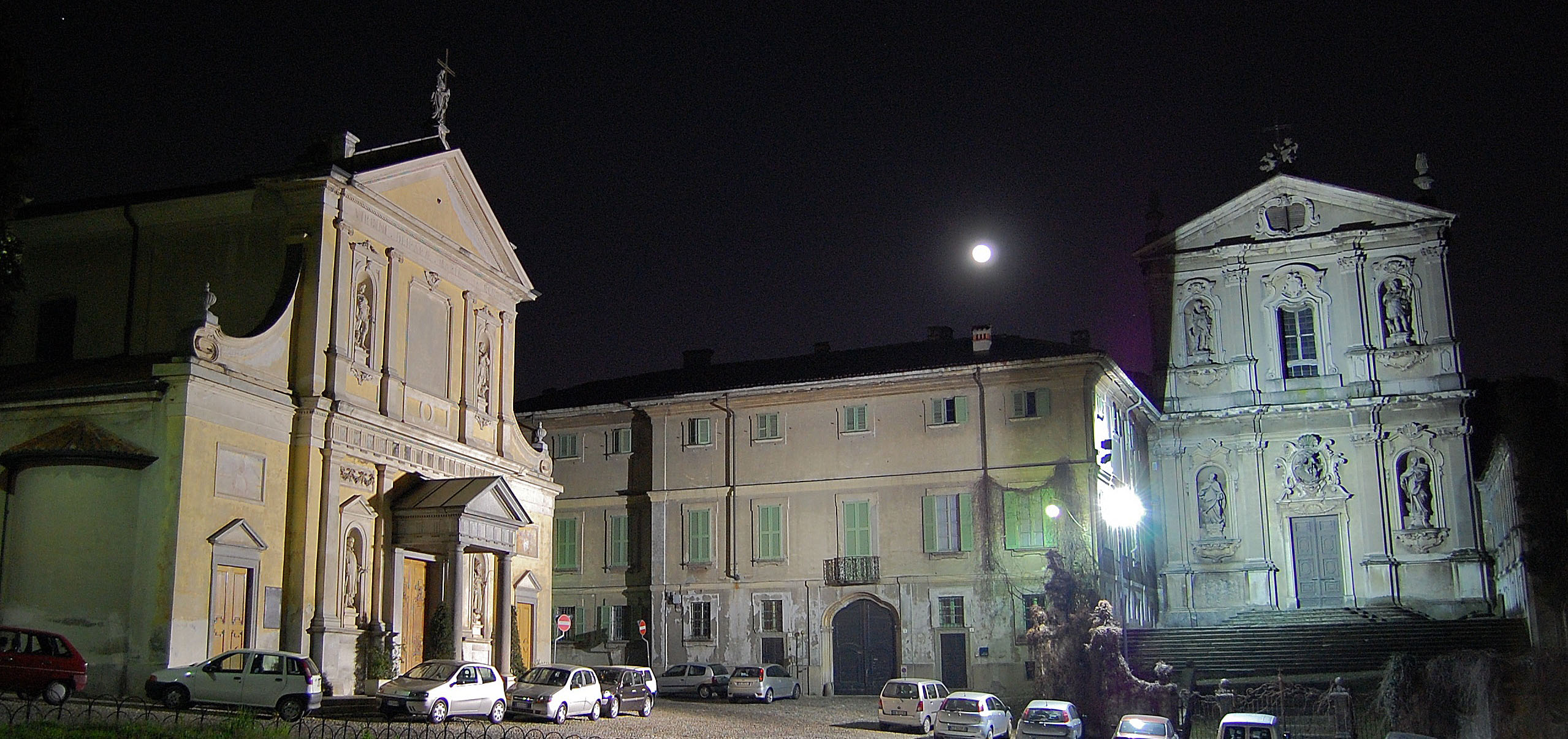
Kerk San Vittore
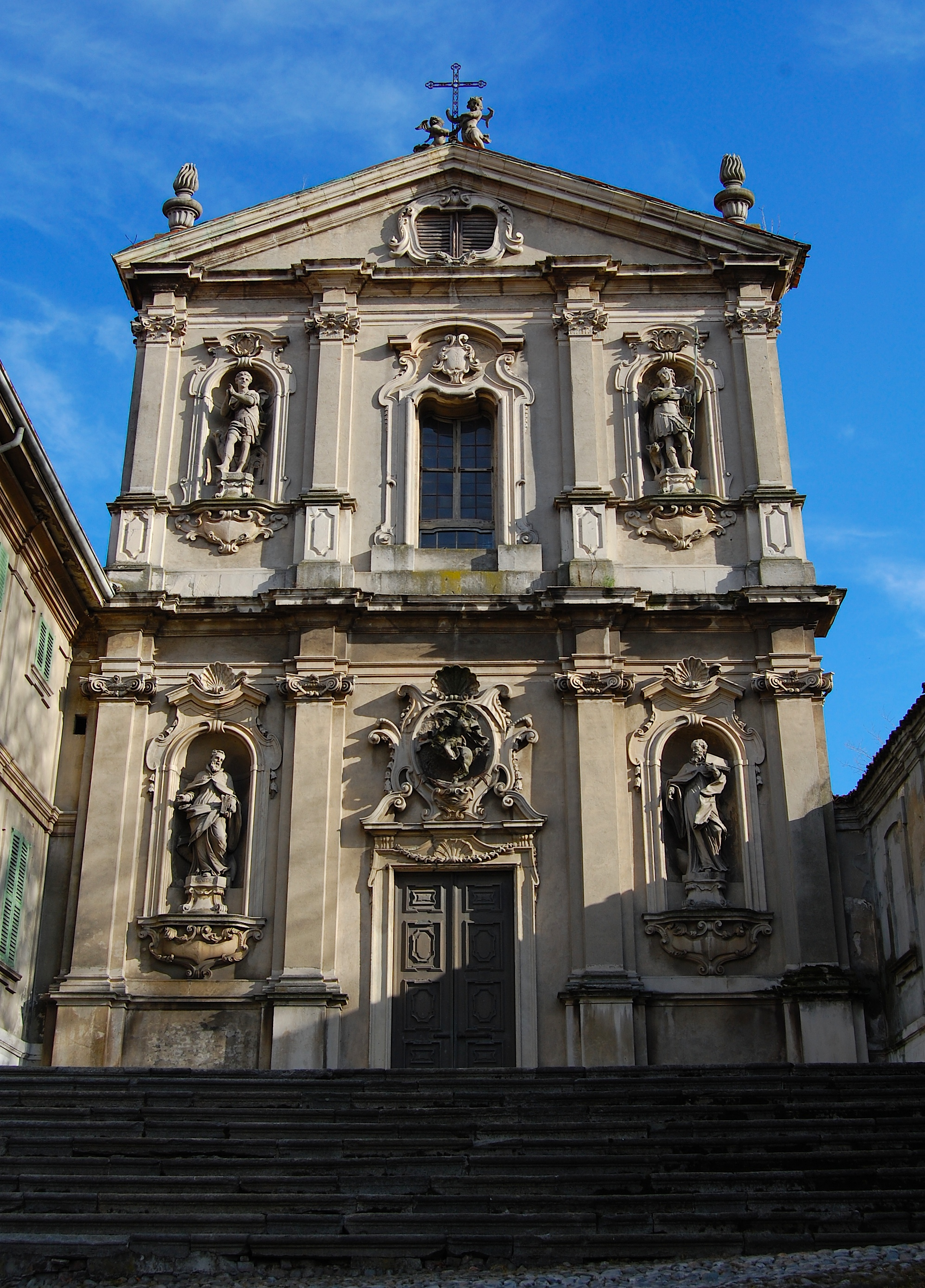
Vooraanzicht San Vittore